# چنگ-تپه (شهرستان یومگل)
چنگ-تپه (به لاتین: Chong-Döbö) یک منطقهٔ مسکونی در قرقیزستان است که در شهرستان یومگل واقع شده‌است. چنگ-تپه ۱٬۱۶۷ نفر جمعیت دارد و ۱٬۶۷۸ متر بالاتر از سطح دریا واقع شده‌است.